# CLB IIf
CLB IIf швидкісний тендерний паротяг Галицької залізниці імені Карла Людвіга (CLB).

## Історія
Вісім паротягів серії 1B для (CLB) виготовила фабрика Hartmann з Хемніц (1884). На залізниці їм присвоїли серію CLB IIf, а після одержавлення залізниці 1892 отримали позначення kkSt B17.01–08. Після завершення війни 6 збережених паротягів потрапили до Чехословацької державної залізниці (ČSD), де 5 з них отримали позначення 244.001–005 і використовувались до 1932 року.

### Технічні дані паротяга CLB IIf / KkStB B17 / ČSD 244.0
|                              |                         |
| Розміри                      | Параметри               |
| Роки випуску                 | 1884                    |
| Роки експлуатації            | 1932                    |
| Країна-виробник              | Австро-Угорська імперія |
| Завод-виробник               | Hartmann                |
| Осьова формула               | 1B n2                   |
| Ширина колії                 | 1435 mm                 |
| Тип                          | 1B                      |
| Кількість циліндрів          | 2                       |
| Діаметр циліндрів            | 422 мм                  |
| Хід поршня                   | 632 мм                  |
| Діаметр рушійних коліс       | 1.574 мм                |
| Діаметр підтримуючих коліс   | 1.258 мм                |
| Загальна колісна база        | 4.450 мм                |
| Загальна колісна база×Тендер | 10.685 мм               |
| Тиск пари                    | 10,0 атм.               |
| Випаровуюча поверхня котла   | 103,90 м²               |
| Площа труб нагріву           | 7,40 м²                 |
| Площа колосникових ґрат      | 1,86 м²                 |
| Тендер                       | 34.26–39                |
| Маса паротяга порожнього     | 36,3 т                  |
| Маса паротяга робоча         | 40,6 т                  |
| Зчіпна маса локомотива       | 27,4 т                  |
|                              |                         |